# Éric Levallois
Pour les personnes ayant le même patronyme, voir Levallois.
Éric Levallois, né le 28 avril 1963 à Saint-Lô, est un cavalier de saut d'obstacles français.
Victime d'un grave accident sur l'autoroute A28 le 27 décembre 2009 au cours duquel il a perdu le contrôle de son véhicule, il a été touché à la moelle épinière. Il a été opéré à l'hôpital de Rouen, dans un état sérieux, puis transféré au CHU de Caen avant d'entamer une rééducation à Granville,,.

## Palmarès mondial
- 1984 : médaille d'or par équipe aux championnats d'Europe des jeunes cavaliers à Cervia en Italie avec Le Tot de Sémilly.

- 2002 : médaille d'or par équipe aux Jeux équestres mondiaux de Jerez de la Frontera en Espagne avec Diamant de Semilly.

- 2003 : médaille d'argent par équipe aux championnats d'Europe de Donaueschingen en Allemagne avec Diamant de Semilly.

- 2004 : vainqueur du CSI-5* de La Baule en France avec Capitola 4[5]
- 2009 : Vainqueur du CSI-2* avec Kolchic du Donjon